# Sida discolor
Sida discolor är en malvaväxtart som beskrevs av E. G. Baker. Sida discolor ingår i släktet sammetsmalvor, och familjen malvaväxter. Inga underarter finns listade i Catalogue of Life.